# Sugitania
Sugitania é um gênero de traça pertencente à família Arctiidae.